# Борыково
Борыково — деревня в Старицком районе Тверской области. Входит в состав сельского поселения «станция Старица».

## География
Находится в южной части Тверской области на расстоянии приблизительно 16 км на юг-юго-запад от районного центра города Старица.

## История
Деревня была отмечена ещё на карте 1825 года. В 1859 году здесь (деревня Зубцовского уезда) было учтено 9 дворов, в 1941 — 15. До 2012 года входила в состав Корениченского сельского поселения.

## Население
Численность населения: 85 человек (1859 год), 4 (русские 100 %) в 2002 году, 1 в 2010.